# Titi Parant
Titi Parant, née le 29 octobre 1947 à Mennecy, est une peintre et sculptrice française.

## Biographie
Titi Parant vit et travaille en France, à Buis-les-Baronnies, au lieu-dit « Le Bout des Bordes », « lieu des boules, des couples des yeux et des horloges d’amour », dont le journal Le Bout des Bordes, réalisé par son mari, Jean-Luc Parant, paraît tous les ans le 29 octobre, pour son anniversaire.
Le journal intime du couple est écrit, gravé, peint, sculpté avec des matériaux très simples. Couples, bonshommes, horloges d’amour, dessins, collages forment une œuvre qui est comme le carnet de bord d’un travail quotidien et cependant toujours différent.
Depuis 1975, les œuvres de Titi Parant ont été montrées principalement à la Fondation Maeght à Saint-Paul-de-Vence, à la galerie Beaudoin Lebon à Paris, au musée Denys-Puech de Rodez, à l’Institut français de Naples, à la galerie 121 à Anvers et à la galerie Thomas Babeor à San Diego aux États-Unis.

## Expositions (sélection)
- 1975 : Théâtre oblique, Toulouse
- 1976 : Fondation Maeght, Saint-Paul-de-Vence — Atelier Milch, Fribourg
- 1977 : Galerie Oblique, Paris
- 1978 : Galerie L'Hermitte, Saint-Lô
- 1980 : Galerie La Hune, Paris
- 1982 : Musée d'Art moderne André-Malraux, Le Havre
- 1985 : Musée d'art moderne de la ville de Paris — Musée d'art moderne Lille Métropole, Villeneuve-d'Ascq
- 1986 : Musée de Toulon
- 1987 : Pascal de Sarthe Gallery, San Francisco, États-Unis
- 1989 : Musée des beaux-arts Denys-Puech, Rodez
- 1990 : Institut français de Naples, Italie
- 1992 : Galerie 121, Anvers, Belgique
- 1994 : Galerie Thomas Babeor, San Diego, États-Unis
- 1998 : Galerie Beaudoin Lebon, Paris
- 2004 : Galerie José Martinez, Lyon
- 2005 : Centre international de poésie Marseille (cipM)
- 2006 : Chapelle de la Visitation, Thonon-les-Bains
- 2007 : Galerie O Quai des arts, Vevey, Suisse — Galerie Actéon, Bruxelles — Le Méjan, Arles
- 2008 : La Coopérative, Montolieu
- 2009 : Galerie Pierre-Alain Challier, Elles Aussi, Paris.
- 2010 : Espace culturel les Dominicaines, L’Art selon Elles, Pont-L’Evêque.
- 2011 : Galerie Virgile Legrand, Paris — Librairie/Galerie Mona Lisait, Paris — Centre Culturel de Thiron-Gardais — Ombres Blanches et Confort des Etranges, Toulouse
- 2012 : Centre international de poésie, Le Bout des Bordes de Jean-Luc Parant, Marseille — Fondation Maeght « Les Amis et la Fondation, Une collection » — Château de Taurines, présentation d’œuvres du Frac Midi-Pyrénées — Au Majorat « Dessins à dessein » Frac Midi-Pyrénées

## Collections publiques
- Fonds national d'art contemporain, Paris
- Musée du Havre
- Musée de Granville
- Collection de l'art brut (collection annexe), Lausanne, Suisse
- Les Abattoirs, Toulouse
- Bibliothèque nationale, Cabinet des estampes, Paris
- Musée d'art moderne de la ville de Paris